# Bibione
Bibione (beneško Bibion) je naselje (frazione) v občini San Michele al Tagliamento v Benečiji, na severovzhodu Italije. Mesto je kot turistični center znano predvsem po velikem številu sončnih dni v letu.

## Geografija
Bibione se nahaja na obali Jadranskega morja v Beneškem zalivu in zaseda polotok med kanalom Lugugnana in reko Tilment (Tagliamento). Glede na sestavo tal in na podlagi nekaterih izkopavanj se domneva, da je območje Bibiona prvotno sestavljala majhna skupina otokov.

## Zgodovina
Po padcu Zahodnega rimskega cesarstva je Bibione prešel pod oblast nadškofov Concordia. V naslednjih stoletjih so bili otoki zanemarjeni. Na njih so začeli razširjati borovi gozdovi. Šele v 20. stoletju so ustanovili konzorcij in začeli področje na novo razvijati: zgradili so nasipe, izkopali izsuševalne kanale in s tem do 1930 pridobili 10.000 ha uporabne površine. Z napeljavo elektrike in vodovoda se je po 1950 začel razvoj turističnega mesta, zrasli so prvi hoteli. V 50 letih so leta 2009 dosegli drugo mesto po številu obiskovalcev plaže (prvi je Rimini). Danes Bibione ob cca 2600 prebivalcih ponuja okoli 100.000 postelj in prvo nekadilsko plažo v Italiji. 

## Turizem
Turisti prihajajo večinoma iz Nemčije in Avstrije. Za pokrajino so značilni številni hoteli, penzioni in kampi.

## Zanimivost
Bibione je prva italijanska plaža, kjer je od leta 2014 prepovedano kaditi med obalo in prvo vrsto senčnikov.

## Zunanje povezave
- Uradno spletno mesto